# Luận điểm Siri

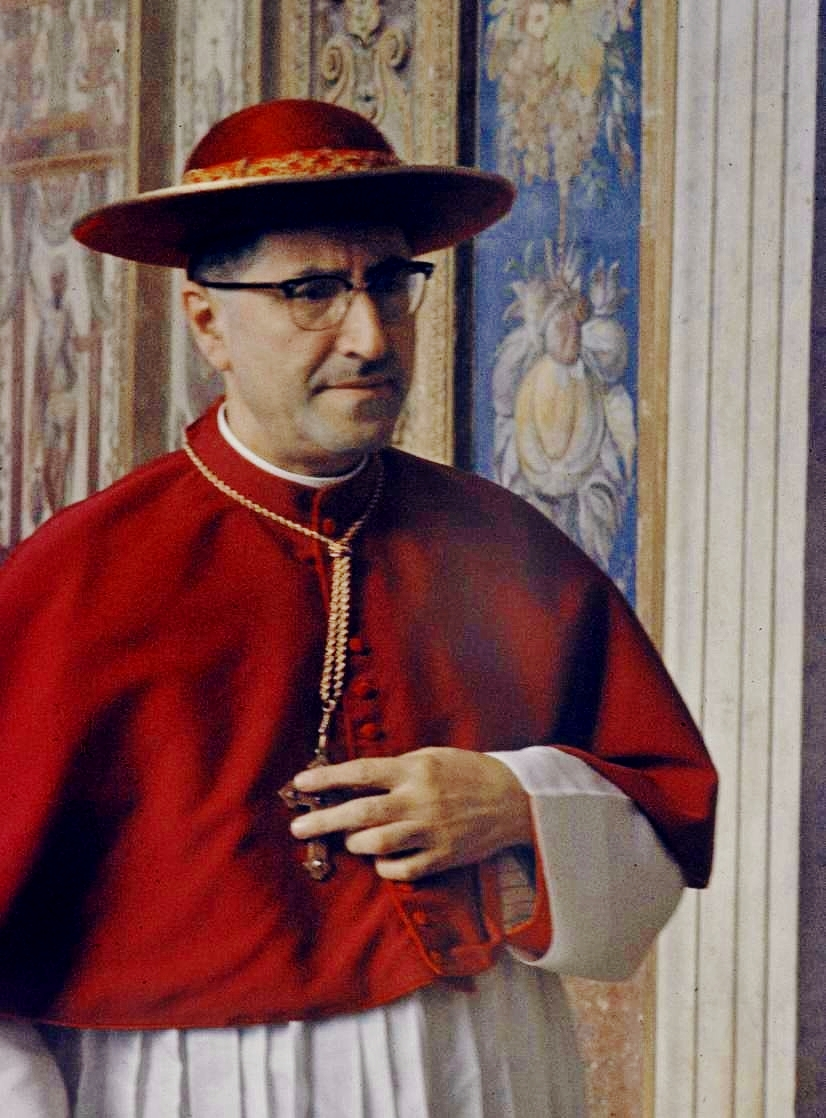
Siri năm 1958, trước mật nghị hồng y một thời gian ngắn

Luận điểm Siri là một luận điểm khẳng định Hồng y Giuseppe Siri, Tổng giám mục nổi tiếng bảo thủ của Tổng giáo phận Genova từ năm 1946, thực chất đã được bầu làm giáo hoàng vào năm 1958, lấy tên là Giáo hoàng Gregory XVII, nhưng cuộc bầu cử của ông bị bãi bỏ. Siri không đưa ý kiến liên quan đến ý tưởng này, ý tưởng được nêu lên bởi một thiểu số nhỏ của người Công giáo truyền thống.
Những người phát ngôn của họ cho rằng một đợt khói trắng kéo dài trong ngày đầu tiên của cuộc bầu cử Giáo hoàng năm 1958 thực chất đã công nhận cuộc bầu cử Siri, nhưng những đe dọa được áp dụng từ bên ngoài cuộc bầu cử đã khiến cho cuộc bầu cử của ông bị đảo ngược, cho phép Giáo hoàng Gioan XXIII được bầu vào hai ngày sau. Nguồn gốc của các mối đe dọa đã được xác định khác nhau như các thành viên của Hội Tam Điểm và các đặc vụ của Liên Xô. Những người ủng hộ luận điểm Siri cho rằng cuộc bầu cử của Gioan XXIII là không hợp lệ. Họ coi ông và những người kế nhiệm ông là kẻ lừa dối và những ngụy giáo hoàng.

## Mật nghị 1958
Vào ngày 25 tháng 10 năm 1958, 51 hồng y gia nhập cuộc họp kín, gọi là Mật nghị Hồng y, được tổ chức để bầu một người kế vị cố Giáo hoàng Piô XII. Hồng y Giuseppe Siri, 52 tuổi, được xem là một ứng cử viên lớn trong cuộc bầu cử.  Siri đã được nhận định tại thời điểm đó - và trong suốt cuộc đời của ông - là một người bảo thủ kiên định.
Lúc 11 giờ 53 sáng ngày 26 tháng 10, ngày bầu cử đầu tiên, khói trắng được nhìn thấy xuất phát từ ống khói của nhà nguyện Sistine, một tín hiệu truyền thống cho đám đông ở quảng trường bên ngoài mà một giáo hoàng đã được bầu. Tuy nhiên, sau đó vài phút, làn khói đen đã xuất hiện. Mạng lưới phát thanh của Ý và hãng thông tấn Ý đã phải rút lại các báo cáo ban đầu của họ rằng một vị giáo hoàng đã được bầu. Một điều tương tự đã xảy ra vào buổi chiều lúc 5 giờ 53 khi khói xuất hiện, cũng có màu trắng. Vào khoảng 6 giờ chiều, sau khi khói vẫn tiếp tục có trắng trong vài phút, đài phát thanh Vatican nói với thế giới: "Khói, khói trắng... Không còn nghi ngờ gì nữa, một vị Giáo hoàng được bầu".  Sau khoảng nửa giờ, khói trở thành màu đen, cho thấy rằng không có kết quả. Đài phát thanh Vatican đã phải sửa thông cáo của mình.  Báo  The New York Times nói rằng "đám đông tập trung kéo dài hơn nửa giờ, dường như hy vọng rằng một vị tân Giáo hoàng sẽ xuất hiện." Theo báo cáo, những vấn đề rò rỉ gây cháy có thể gây ra vấn đề của buổi sáng và nói: "Tín hiệu thứ hai bị hiểu lầm bởi vì nó đã đến sau buổi tối. Làn khói đã được chiếu sáng từ dưới lên bằng ánh sáng, làm cho màu đen xuất hiện màu trắng."
Viên chức chịu trách nhiệm sắp xếp bên ngoài hội đồng đã thông báo với các hồng y rằng màu sắc của khói đã bị đọc sai và cung cấp cho họ "đuốc khói từ nhà máy pháo hoa". Bốn vòng bỏ phiếu ngày thứ ba lại không chọn được một vị giáo hoàng và không có sự nhầm lẫn về màu sắc của khói. Vào chiều ngày hôm sau, ngày 28 tháng 10, khói trắng báo hiệu cuộc bầu cử của một vị giáo hoàng. Trong cuộc bỏ phiếu thứ mười một, cuộc bầu cử đã chọn Hồng y Angelo Roncalli, người quyết định chọn tông hiệu Giáo hoàng Gioan XXIII.
Mặc dù hồng y Siri được coi là một ứng viên nổi bật trong thời gian trước khi diễn ra cuộc bầu cử, nhưng ông đã không thực sự nổi lên như một ứng viên tiềm năng trong các vòng phiếu sớm, và cuối cùng là không bao giờ thuộc nhóm ứng viên dẫn đầu cuộc bỏ phiếu. Ông đã quá trẻ ở tuổi 52; một triều đại lâu dài là điều có thể đoán trước, và điều này dường như không được mong muốn bởi vì một triều đại lâu dài sẽ ngăn cản các hồng y khác có ý định muốn được bầu làm giáo hoàng từ khi có cơ hội được bầu.

## Lịch sử luận điểm
Vào cuối những năm 1980, một người Mỹ theo Kitô giáo truyền thống là Gary Giuffre bắt đầu mô tả niềm tin rằng Hồng y Siri là vị giáo hoàng đích thực, và ông bị giam giữ trong một tu viện ở Rôma. Theo Giuffre và các tín đồ của ông, khói trắng đã được nhìn thấy vào ngày 26 Tháng 10 năm 1958 thực sự có nghĩa là một vị giáo hoàng đã được bầu, và Tân Giáo hoàng là Siri, nhưng Siri đã bị buộc phải rời bỏ vai trò giáo hoàng khi đối mặt với những mối đe dọa đe dọa từ bên ngoài mật nghị. Roncalli, người mà họ tuyên bố là một người của Hội Tam Điểm, đã được bầu thay thế. Họ cũng cho rằng tương tự xảy ra tại cuộc họp năm 1963 sau cái chết của Giáo hoàng Gioan XXIII, một lần nữa khói trắng được nhìn thấy, và một lần nữa nó chỉ ra rằng Siri đã được bầu chọn. Tuy nhiên, lại một lần nữa, khói chuyển sang màu đen, dưới sự đe dọa từ bên ngoài mật nghị, một Hồng y khác được bầu làm Giáo hoàng là Giovanni Battista Montini, người đã lấy tên hiệu Giáo hoàng Phaolô VI. Người ta cáo buộc rằng những lời đe dọa khủng bố khủng khiếp nếu Siri được bầu đã được B'nai B'rith thông qua vào cuộc họp kín, trên danh nghĩa là một âm mưu của Judeo-Masonic.
Sự khẳng định về cuộc mật nghị Hồng y chọn Siri làm giáo hoàng năm 1963 đã được đặt ra thành một trường hợp riêng sau khi sự can thiệp của B'nai B'rith đã được công bố trong một bài viết của Louis Hubert Remy năm 1986 trong một ấn bản tiếng Pháp, Sous la Bannière, và dịch sang tiếng Anh vào năm 1987 cho bản tin của linh mục Dan Jones trên tờ The Sangre de Cristo Newsnotes. Bài báo này không đề cập đến mật nghị Hồng y năm 1958. Malachi Martin, trong cuốn sách The Keys of Blood cho rằng trong mật nghị hồng y năm 1963, Siri đã nhận đủ số phiếu bầu để đắc cử, nhưng ông đã từ chối. Lý do, theo Martin, là nhừng sự việc có thể đoán trước, về các nguy hiểm cho Giáo hội, gia đình ông, hoặc cho cá nhân ông, tuy nhiên tất cả dường như không rõ ràng. Siri từ chối, ông nói trong một cuộc trò chuyện về vấn đề ứng cử viên Siri, có các thành viên của mật nghị và cả một người nào đó ngoài mật nghị, thậm chí là "một gián điệp của một tổ chức quốc tế".  Trong một cuộc phỏng vấn năm 1997 trong chương trình Radio on Steel, do John Loefller tổ chức, Martin cho biết Siri cũng đã giành được đa số phiếu bầu trong cuộc bầu cử đầu tiên năm 1978, nhưng ông đã nhận được một thư nặc danh sau cuộc bầu cử, với nội dung đe dọa giết chết ông và gia đình ông nếu ông chấp nhận làm giáo hoàng. Những người theo đuổi "luận điểm Siri" công nhận ra ông là "Giáo hoàng Gregory XVII" và cũng gọi ông là "Giáo hoàng đỏ".
Paul L. Williams, trong cuốn sách năm 2003 mang tựa đề The Vatican Exposed, tuyên bố rằng các văn kiện của Bộ Ngoại giao Hoa Kỳ xác nhận rằng Siri đã được bầu làm giáo hoàng vào năm 1958 với tư cách Gregory XVII. Theo Williams, tuy nhiên, cuộc bầu cử đã được bãi bỏ không phải bởi một âm mưu của Judeo-Masonic, nhưng do lo sợ Liên Xô. Roncalli, Williams tuyên bố, được biết đến như là "linh mục đỏ" vì mối quan hệ của ông với cả hai đảng Cộng sản Pháp và Ý, trong khi Siri là "chiến sĩ chống cộng dũng mãnh". Siri đã nhận được số phiếu cần thiết cho cuộc bỏ phiếu thứ ba và được bầu làm Gregory XVII, nhưng "các hồng y Pháp đã hủy bỏ kết quả, tuyên bố rằng cuộc bầu cử sẽ gây ra những cuộc bạo động lan rộng và ám sát một số giám mục nổi bật sau bức màn sắt".  Sau đó, họ quyết định chọn Hồng y Federico Tedeschini, nhưng khi biết ông này quá ốm yếu bệnh tật, hồng y Roncalli đã được bầu thay thế. Williams đã trích dẫn Vụ bí mật của Nhà nước, Gioan XXIII, ngày phát hành: ngày 20 tháng 11 năm 1958, được giải mật: 11 tháng 11 năm 1974 và File bí mật của Bộ Ngoại giao, Hồng y Siri, phát hành ngày 10 tháng 4 năm 1961, được giải mật vào ngày 28 tháng 2 năm 1994 để làm căn cứ cho những tuyên bố của ông. Tuy nhiên, trong các lần xuất bản sau của sách, các tài liệu tham khảo đã được đổi thành "nguồn F.B.I.".

## Ý nghĩa
Những người Công giáo theo chủ nghĩa truyền thống phản đối các thay đổi phụng vụ và các nhà thần học "hiện đại" xuất phát từ Công đồng Vatican II (1962-1965), mà nhiều người trong số họ coi như là một hội đồng "dị giáo". Sedevacantists là một nhóm thiểu số trong chủ nghĩa Công giáo theo truyền thống, người duy trì niềm tin rằng không một vị giáo hoàng nào từ Gioan XXIII là giáo hoàng đích thực, và do đó, ngai tòa giáo hoàng trống rỗng (Latin: sede vacante), tức trống tòa. Ý tưởng cho rằng Giáo hoàng Gioan XXIII và Phaolô VI không phải là các vị giáo hoàng đích thực, nhưng những ngụy giáo hoàng được giải nghĩa gọn gàng bởi luận điểm của Siri: nếu Siri được bầu vào năm 1958, thì cuộc bầu cử của Gioan XXIII và do đó của tất cả những người kế nhiệm ông là không hợp lệ.  Tạp chí Inside the Vatican đã đề cập đến luận điểm Siri là "những người theo chủ nghĩa câm lặng", có nghĩa là họ tin rằng có một vị giáo hoàng đích thực, nhưng ông ta "bị cản trở" bởi các thế lực bên ngoài khi lấy chức vụ. Inside Vatican ước tính luận điểm này được "hàng trăm, có lẽ hàng ngàn người trên thế giới" tin theo.

## Giai đoạn cuối đời Hồng y Siri
Bản thân Siri đã không bao giờ đưa ra những tuyên bố nào về luận điểm này, và chấp nhận thẩm quyền của tất cả các giáo hoàng được bầu chọn trong cuộc đời của ông. Ông được bổ nhiệm làm Chủ tịch Hội đồng Giám mục Ý bởi Giáo hoàng Gioan XXIII vào năm 1959, và giữ chức vụ dưới thời Giáo hoàng Phaolô VI cho đến năm 1964. Ông là một trong các thành viên trong Hội đồng Quản trị của Công đồng Vatican II từ năm 1963 cho đến khi kết thúc năm 1965. Ông còn là ứng cử viên tiềm năng một lần nữa trong Mật nghị Hồng y tháng 8 năm 1978 sau khi Giáo hoàng Phaolô VI qua đời. Tại mật nghị, ông được cho là ứng viên đã dẫn đầu trong các vòng bỏ phiếu sớm, nhưng cuối cùng mật nghị đã chọn Hồng y Albino Luciani, với tông hiệu Giáo hoàng Gioan Phaolô I, và hai tháng nữa sau đó vào mật nghị Hồng y vào tháng 10 năm 1978, nơi ông cũng được cho là đã có một vài phiếu của vòng bầu cử trước khi cuộc bầu cử kết thúc bằng việc hồng y Karol Wojtyła đắc cử, trở thành Giáo hoàng Gioan Phaolô II. Ông là Tổng giám mục Genoa từ năm 1946 đến năm 1987, và vào thời điểm nghỉ hưu, ông là "vị hồng y còn lại cuối cùng được Giáo hoàng Piô XII vinh thăng còn đương nhiệm".
Hồng y Siri chưa bao giờ đưa ra bất cứ một tham chiếu nào đến "luận điểm Siri", cũng không có bất kỳ đề cập nào về nó trong tờ New York Times, trong tiểu sử được viết bởi Raimondo Spiazzi, hoặc trong một bài phát biểu của Giulio Andreotti về dịp kỉ niệm một trăm năm ngày  sinh của Siri vào năm 2006.